# Rottington
Rottington is een dorpje in het Engelse graafschap Cumbria even ten zuiden van het iets grotere Sandwith. Rottington telde 44 inwoners en 7 huizen in 1870, 92 inwoners in 1961, en 171 in 1971. Het is de meest westelijk gelegen nederzetting in het graafschap, afgezien van de bebouwing rond de 12e-eeuwse Benedictijnse St Bees Priory die direct aan de kust ligt. Het dorp huisvestte lange tijd een dependance van de priorij, en volgens de overlevering was er eerder een nonnenklooster in het  Great Chapel field naast het dorp, waar zich ook de resten van een oude waterbron bevinden. Rottington heeft geen eigen kerk of school.
De economische activiteit is hoofdzakelijk beperkt tot landbouw, in de 19e eeuw waren er ook twee kleinschalige groeves. In die tijd stond het strand bekend om zijn fraai gevormde en harde kiezels. In 1934 werd de civil parish van Rottington uitgebreid door overname van delen van de civil parishes van Sandwith en Preston Quarter. 